# آپولو ۱۰
آپولو ۱۰ (به انگلیسی: Apollo 10) چهارمین سفر انسان به مدار کره ماه بود. در این سفر، ناسا قصد امتحان گردش در مدار ماه و کسب آمادگی برای فرود در سفر بعدی را داشت.
این سفر ناسا در سال ۱۹۶۹ بوقوع پیوست، و فضانوردان آن:
- توماس استافورد
- جان یانگ
- یوجین سرنان

بودند.
گردونهٔ فرماندهی این سفینه در موزه علوم در لندن در معرض نمایش است و گردونه ماه‌نشین آن در مدار خورشیدمرکز به گرد خورشید در گردش است.
بنابر این این گردونه (مدول)، تنها گردونهٔ قمری فرازرو است که هنوز سالم است.

## نگارخانه

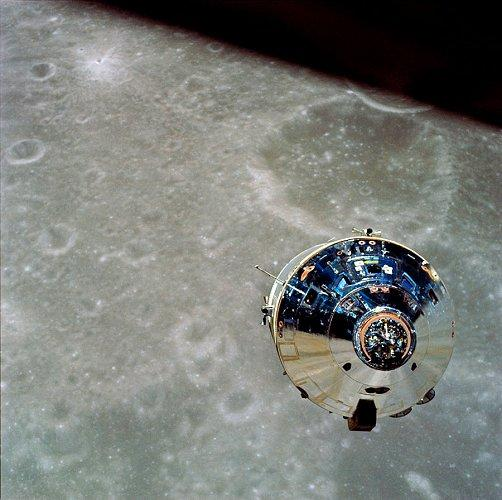
گردونهٔ چارلی براون در مأموریت آپولو ۱۰ بر فراز کره ماه. چارلی براون از شخصیت‌های کارتون اسنوپی است.
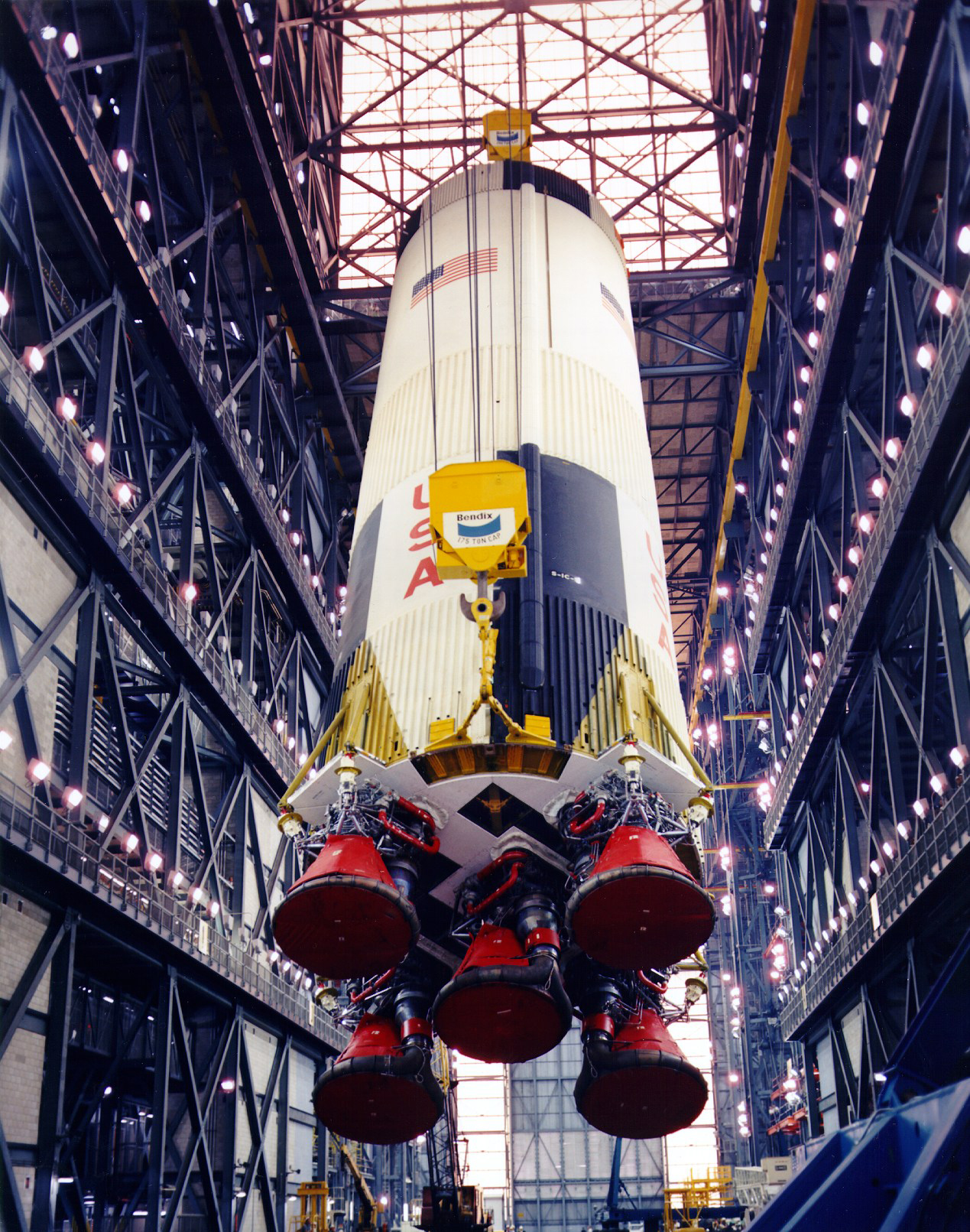
پایین تنه راکت ساترن-۵ آماده می‌شود.
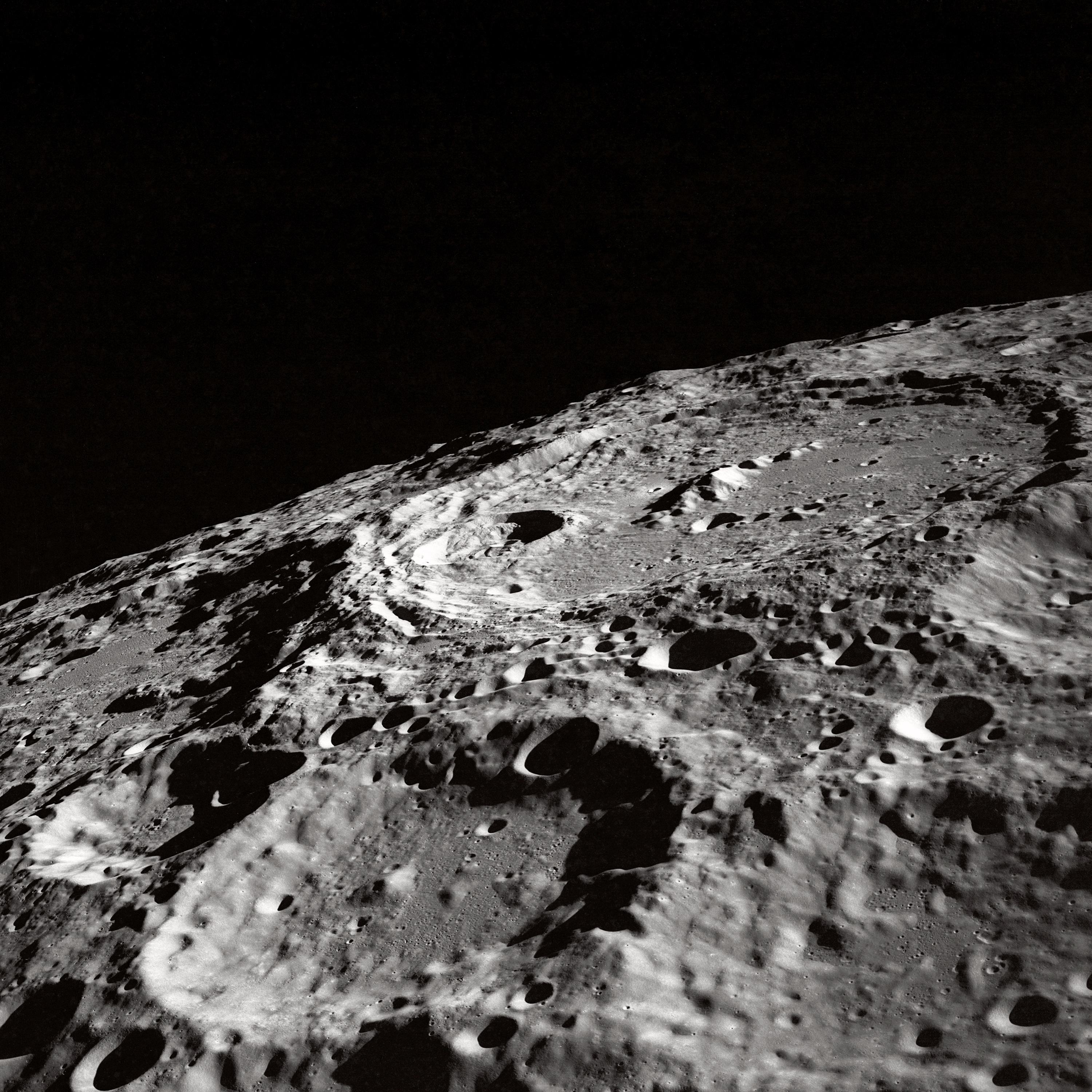
سطح ماه از نزدیک
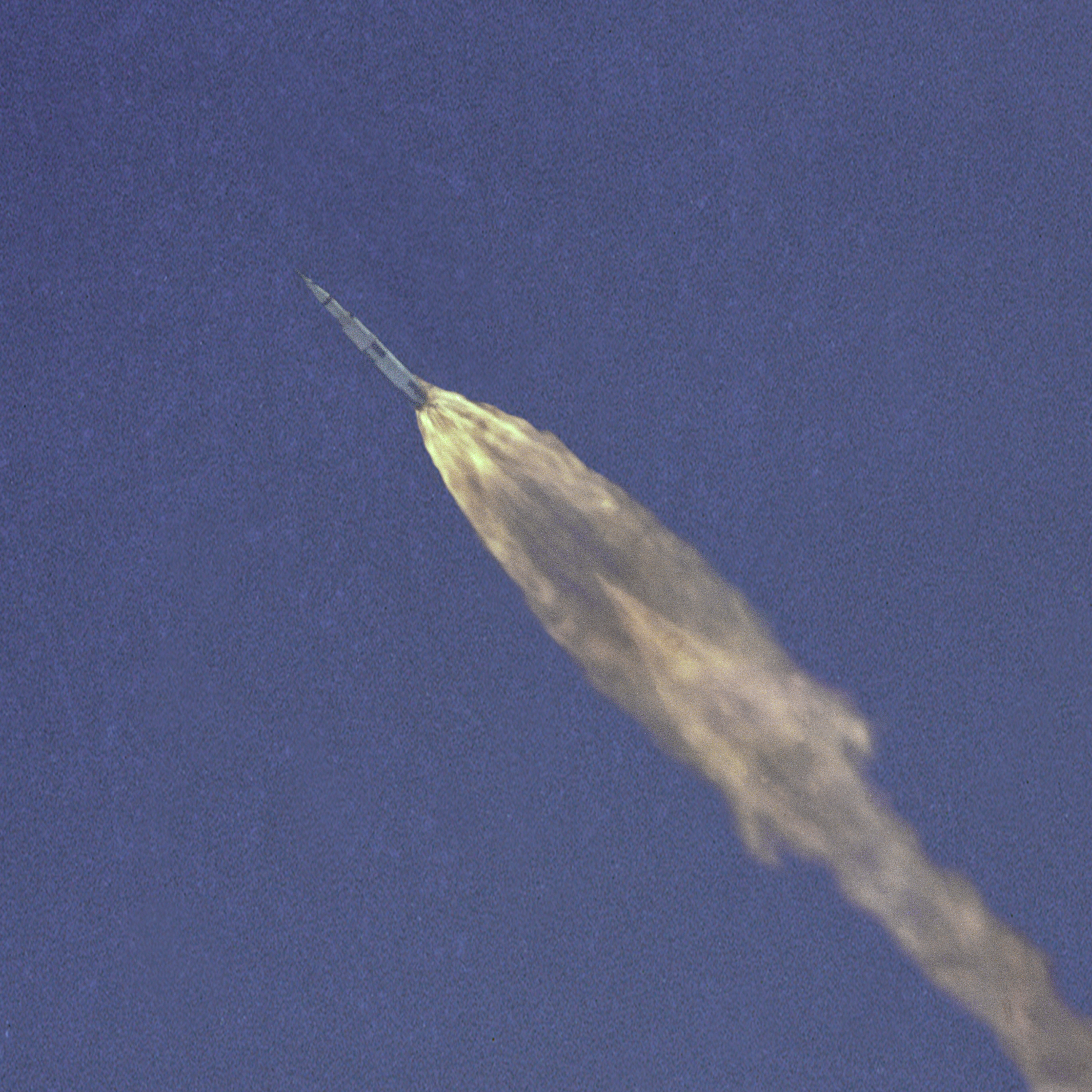
پیش بسوی ماه
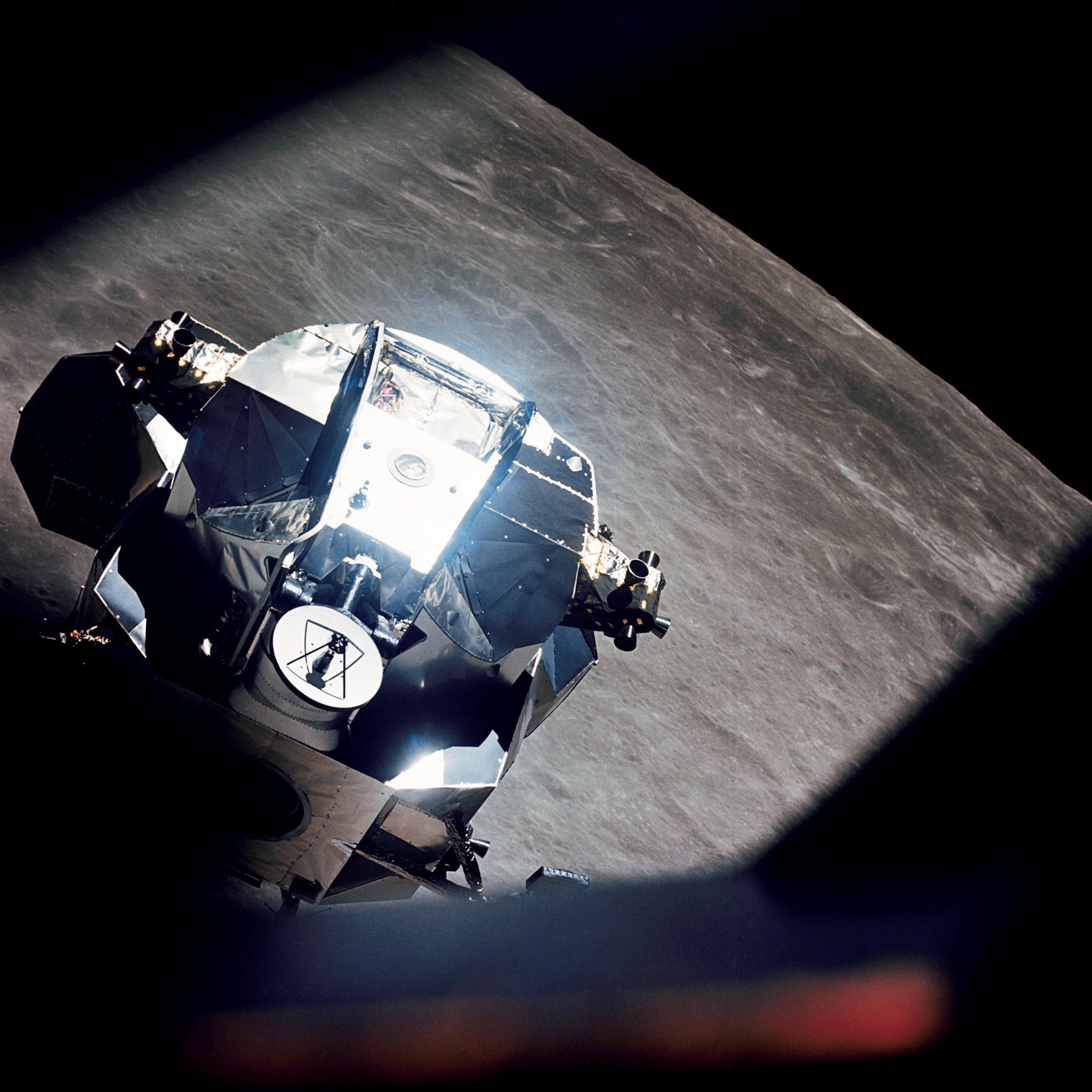
نگاهی به مدول ماه‌نشین از پنجره سفینه
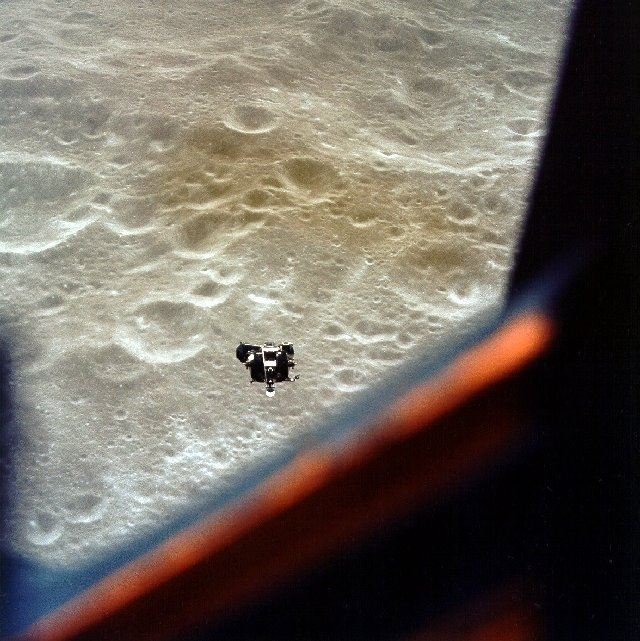
مدول ماه‌نشین از سفینه مادر دور می‌شود
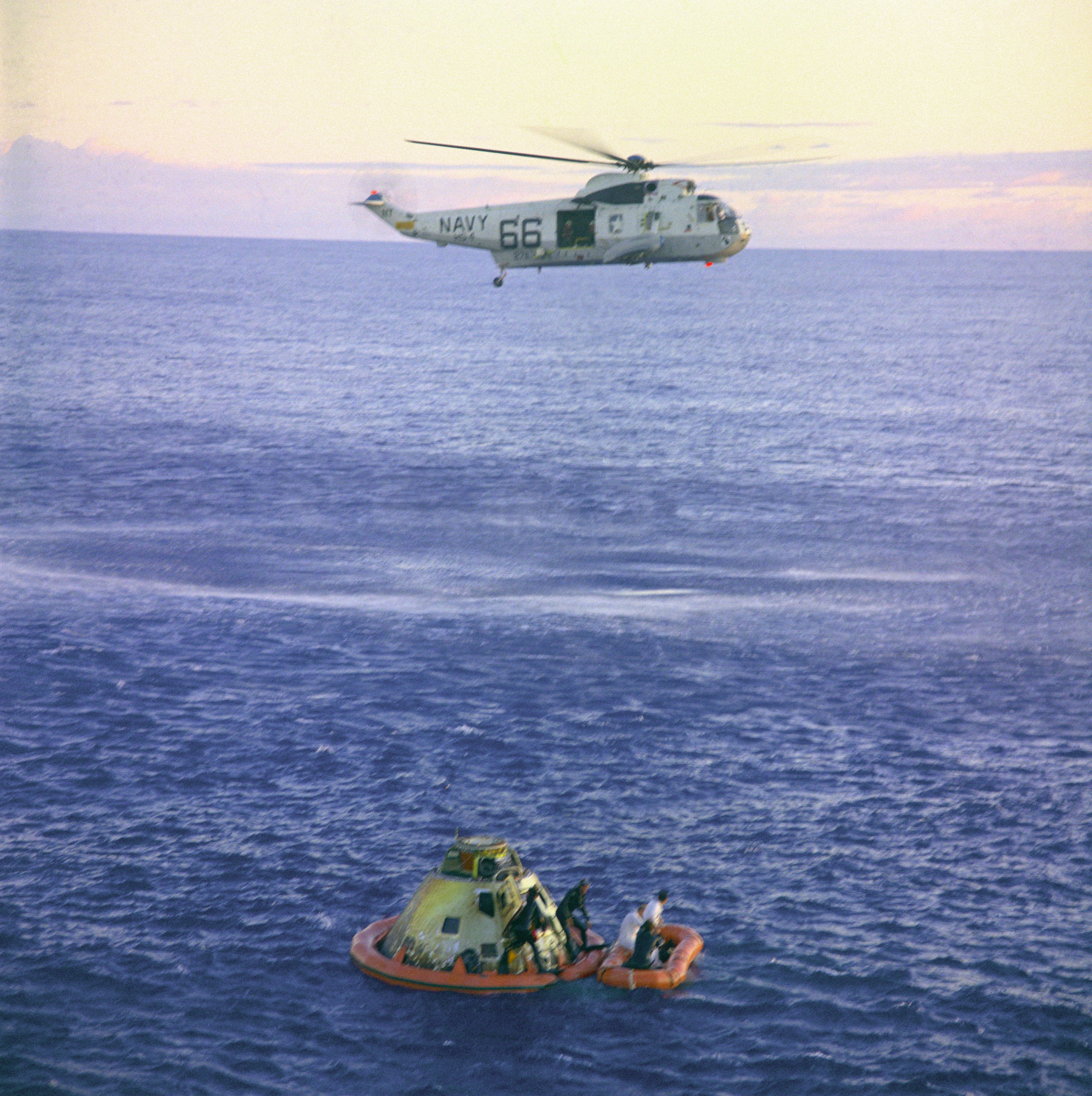
بازگشت به زمین